# جین نلسون
جین نلسون (انگلیسی: Gene Nelson؛ ۲۴ مارس ۱۹۲۰ – ۱۶ سپتامبر ۱۹۹۶) یک کارگردان، فیلم‌نامه‌نویس، و تهیه‌کننده اهل ایالات متحده آمریکا بود.

## فیلم‌شناسی
- اکلاهما!
- قرارداد شرافتمندانه